# Fumer fait tousser
Fumer fait tousser és una pel·lícula francesa de comèdia del 2022 escrita, rodada, editada i dirigida per Quentin Dupieux. És protagonitzada per un elenc de conjunt, encapçalat per Gilles Lellouche, Vincent Lacoste, Anaïs Demoustier, Jean-Pascal Zadi i Oulaya Amamra, així com David Marsais, Grégoire Ludig, Doria Tillier, Jérôme Niel, Blanche Gardin, Alain Chabat and Benoît Poelvoorde. La pel·lícula segueix un equip de cinc superherois (Lellouche, Lacoste, Demoustier, Zadi i Amamra) obligats a retirar-se per tal d'enfortir la cohesió dins del seu grup fins que un enemic anomenat Lézardin (Poelvoorde) interromp la retirada per destruir el planeta Terra. S'ha subtitulat al català.
Fumer fait tousser es va estrenar al 75è Festival Internacional de Cinema de Canes el 21 de maig de 2022 a la secció no competitiva Midnight Screening. Es va estrenar a França el 30 de novembre de 2022 per Gaumont. La pel·lícula va rebre crítiques generalment positives per part de la crítica, que van lloar l'escriptura i la direcció de Dupieux, les actuacions del repartiment i l'humor. Diversos crítics francesos van citar Les tortugues ninja, Choudenshi Bioman, Tales from the Crypt, Power Rangers i Les Nuls com a inspiracions per a la pel·lícula.

## Argument
Després d'una batalla devastadora contra una tortuga gegant diabòlica, la Força Tabac és enviada a una retirada obligatòria d'una setmana per reforçar la seva cohesió grupal en decadència. La seva estada va meravellosament bé fins que Lézardin, emperador del mal, decideix aniquilar el planeta Terra.

## Repartiment
- Gilles Lellouche com a Benzène, membre de Força Tabac
- Vincent Lacoste com a Methanol, membre de Força Tabac
- Anaïs Demoustier com a Nicotine, membre de Força Tabac
- Jean-Pascal Zadi com a Mercure, membre de Força Tabac
- Oulaya Amamra com a Ammoniaque, membre de Força Tabac
- David Marsais
- Adèle Exarchopoulos com a Céline
- Grégoire Ludig com a Christophe
- Doria Tillier com a Agathe
- Jérôme Niel com a Bruno
- Blanche Gardin com a Tony
- Alain Chabat com la veu i el titellaire del cap Didier, una rata que és el cap de la Força del Tabac
- Benoît Poelvoorde com Lézardin, un emperador del mal
- Raphaël Quenard com a Max
- Anthony Sonigo com a Michaël
- Julia Faure
- Jules Dhios Francisco com Lézardou

## Llançament
Fumer fait tousser es va estrenar a la secció de mitjanit del Festival de Cinema de Canes el 21 de maig de 2022. Es va estrenar a les sales de cinema a França el 30 de novembre de 2022.

## Recepció
Al lloc web de l'agregador de ressenyes Rotten Tomatoes, el 91% de les 54 ressenyes dels crítics són positives, amb una valoració mitjana de 6,9/10. El consens del lloc web diu: «Quentin Dupieux encara no és per a tothom, però si estàs en la seva longitud d'ona irregular, Fumer fait tousser causa riure». Metacritic li va assignar una mitjana ponderada de 74 sobre 100, basada en 13 crítiques, indicant "crítiques generalment favorables". El lloc de cinema francès AlloCiné va donar a la pel·lícula una qualificació de 3,3/5 estrelles basada en 34 ressenyes.
Valerie Complex de Deadline Hollywood va escriure que "Les històries del director saben com prendre una violència extrema i convertir-la en sarcasme i comèdia, sovint utilitzant objectes inanimats per reflectir les mancances de la humanitat". Guy Lodge de Variety va escriure que "En aquest ús amable, Dupieux convida tant els seus personatges com el públic a relaxar-se i prendre les coses tal com vénen, preferiblement amb una  cigarreta a la mà." Martin Kudlac de Screen Anarchy va escriure que Dupieux "s'acosta a la madriguera de la narració metaficcional amb una empenta Lewis Carroll." Tim Grierson de Screen Daily va escriure que "Tot és bastant obvi, però també bastant divertit."

## Premis
Va formar part de la secció oficial al LV Festival Internacional de Cinema Fantàstic de Catalunya, on va obtenir el premi al millor guió.